# Karpin (Mazovia)
Karpin [pronunciación en polaco: /ˈkarpin/] es un pueblo ubicado en el distrito administrativo de Gmina Dąbrówka, dentro del Condado de Wołomin, Voivodato de Mazovia, en el este de Polonia central. Se encuentra aproximadamente a 2 kilómetros al este de Dąbrówka, a 16 kilómetros al norte de Wołon, y a 37 kilómetros al noreste de Varsovia.